# Wyken Pippin
Wyken Pippin es una variedad cultivar de manzano (Malus domestica). 
Un híbrido de Plántula de semillero x Desconocido. Se dice que fue criado por Lord Craven a partir de la semilla de una manzana procedente del continente europeo y plantado en Wyken cerca de Coventry. También se dice que fue traído al Reino Unido desde Holanda a principios del siglo XVIII. Las frutas tienen una pulpa blanca cremosa, moderadamente firme, de textura fina, jugosa con un sabor dulce y aromático.

## Sinonimia
- "Airley",
- "Alford Prize",
- "Arley",
- "Arley Apple",
- "Gerkin Pippin",
- "German Nonpareil",
- "Girkin Pippin",
- "Pepin de Warwickshire",
- "Pepin du Warwick",
- "Pepping aus Warwickshire",
- "Pepping von Wyken",
- "Pheasant's Eye",
- "Pippin du Warwick",
- "Warwick Pippin",
- "Warwickshire Pippin",
- "White Moloscha".

## Historia
'Wyken Pippin' es una variedad de manzana, híbrido procedente de plántula de semillero x Desconocido. Según la historia de Warwickshire, Reino Unido en 1700 se refiere a esta variedad de manzana que era una semilla de una manzana que Lord Craven comió durante su viaje de Francia a Holanda en 1715, se plantó en Wyken cerca de Coventry. También se dice que fue traído al Reino Unido desde Holanda a principios del siglo XVIII.
'Wyken Pippin' se cultiva en la National Fruit Collection con el número de accesión: 2000-101 y Accession name: Wyken Pippin.

## Características
'Wyken Pippin' árbol de extensión erguida, de vigor moderadamente vigoroso, portador de espuela. Tiene un tiempo de floración que comienza a partir del 6 de mayo con el 10% de floración, para el 12 de mayo tiene una floración completa (80%), y para el 20 de mayo tiene un 90% caída de pétalos.
'Wyken Pippin' tiene una talla de fruto pequeño a medio; forma aplanada, con una altura de 42.00mm, y con una anchura de 60.00mm; con nervaduras muy débiles; epidermis con color de fondo verde amarillo, con un sobre color marrón, importancia del sobre color bajo, y patrón del sobre color con lavado ligeramente anaranjada en el rostro expuesto al sol, "russeting" (pardeamiento áspero superficial que presentan algunas variedades) muy bajo; la piel tiende a ser áspera con manchas rojizas y abundantes lenticelas rojizas; ojo es de tamaño mediano y abierto, colocado en una cuenca ancha y poco profunda, que suele estar ligeramente estriada; pedúnculo es muy corto y se encuentra en una cavidad poco profunda en forma de embudo; carne es de color crema amarilla, tierna, de textura fina, muy jugosa y dulce. Sabor muy afrutado y aromático. Mejora en almacenamiento.
Su tiempo de recogida de cosecha se inicia a mediados de septiembre. Se conserva bien durante cuatro meses en cámara frigorífica.

## Progenie
'Wyken Pippin' es el Parental-Madre de la variedades cultivares de manzana:
- Laxton's Superb

'Wyken Pippin' es el Parental-Madre de la variedades cultivares de manzana:
- Laxton's Pearmain

## Usos
Una buena manzana que se  utiliza como manzana fresca de mesa.

## Ploidismo
Diploide, auto estéril. Grupo de polinización: D, Día 13.